# Estats Generals
Els Estats Generals de l'antic règim van ser una important institució representativa del Regne de França, en forma d'assemblea convocada pel rei i on acudien representants de cada estament. Va ser una institució del poder a França que representava els tres estats: noblesa (primer estat), clergat (segon estat) i la resta del poble (tercer estat). Van ser creats el 1302 per Felip IV de França i van ser dissolts per Lluís XIII el 1614. Van ser convocats de nou, i per darrera vegada, el 1789: Estats Generals de 1789.
Els Estats Generals es van reunir un total de 21 vegades en 487 anys. Van ser una assemblea excepcional, i la seva reunió solia significar la resposta a una crisi política o financera, que obligava a conèixer l'opinió dels súbdits per confirmar una decisió reial, particularment en matèria fiscal. Estaven compostos per diputats (elegits amb un mandat dels seus electors, redactat en forma de quaderns de queixes (els anomenats cahiers de doléances) dels tres ordres o estaments: clergat, noblesa i tercer estat, i es reunien per "braços", és a dir, que cada estament debatia entre si i emetia un vot. Aquesta particularitat va ser una de les que es van discutir en la seva última reunió, el maig de 1789, a l'inici de la Revolució Francesa.
Els esmentats estaments es reunien separadament; cadascun incloïa 300 representants, tret del tercer, que en tenia sis-cents, dels quals dos terços havien de disposar de coneixements legals i tres quartes parts provenir de ciutats de més de dos mil habitants. El sistema de vot utilitzat era estamental, comptant un vot per a cada una de les cambres. La funció d'aquestes assemblees era aprovar les lleis i els impostos.
El 1316 a la mort del rei Lluís X de França, Agnès de França i de Provença va considerar l'ascens al tron de Felip V de França com una usurpació i va exigir una assemblea de parells, que Felip V va acceptar. Al febrer es va reunir una assemblea de prelats, senyors, burgesos de París i doctors de la universitat, coneguts com els Estats Generals de 1317. Felip V els va demanar que escrivissin un argument que justifiqués el seu dret al tron de França. Aquestes “declaracions generals” coincidien en declarar que “Les dones no triomfen al regne de França”, formalitzant la usurpació de Felip i la impossibilitat per a una dona de pujar al tron de França, principi vigent fins a la fi de la monarquia.
El maig de 1789 el rei Lluís XVI, ofegat pels deutes de l'ajut francès a la Guerra de la Independència dels Estats Units, es veié obligat a convocar una d'aquestes assemblees, la primera que es reunia en cent setanta-quatre anys, per cercar suport econòmic. Va ser molt controvertida pels problemes que es van suscitar entre els representants dels estaments superiors i els que anaven en representació del poble, i es queixaven aquests darrers dels enormes privilegis que posseïen els primers i dels acords que prenien per seguir-los tenint. Aquestes disputes desembocaran en l'aparició d'una gran quantitat de pamflets que van recórrer totes les ciutats i pobles de França. El descontentament popular va donar lloc, el 14 de juliol de 1789, a l'esclat de la Revolució Francesa amb la presa de la Bastilla.
El 17 de juliol de 1789, els estats generals són transformats en Assemblea General.